# Генріх де Ана
Генріх Карл Герман де Ана (нім. Heinrich Karl Hermann de Ahna; 22 червня 1832, Відень — 1 листопада 1892, Берлін) — німецький скрипаль і музичний педагог. Брат співачки Елеонори де Ана, дядько співачки Пауліни де Ана.
Навчався у Відні у Йозефа Майзедера і в Празі у Моріца Мільднера, дебютував як соліст 1846 року. В юні роки разом з батьком гастролював в Німеччині та Англії. 1849 року герцог Кобург-Ґота надав йому звання «камерного віртуоза». 1851 року вступив до австрійської армії, під час Сардинської війни отримав звання оберлейтенанта.
Вийшовши у відставку, після декількох гастрольних поїздок влаштувався на роботу 1862 року в Берліні. З 1869 був правою рукою Йозефа Йоахіма в Берлінській вищій школі музики, вів в ній власний клас, поряд з Едуардом Раппольді заміняв самого Йоахіма під час його поїздок. Серед його учнів, зокрема, були Девід Маннес і Густав Даннройтер. Того ж 1869 року де Ана зайняв своє місце і в знаменитому квартеті Йоахіма: спершу за пультом альта, а з 1871 року (і до смерті) — за пультом другої скрипки. Учасник ряду прем'єр (зокрема, Другого струнного квартету Йоганнеса Брамса, 1873).